# بخش لیسبرگ (شهرستان یونیون، اوهایو)
بخش لیزبورگ (به انگلیسی: Leesburg Township) یک منطقهٔ مسکونی در ایالات متحده آمریکا است که در شهرستان یونیون، اوهایو واقع شده‌است. بخش لیزبورگ ۷۹٫۳ کیلومتر مربع مساحت و ۱٬۴۱۴ نفر جمعیت دارد و ۲۹۲ متر بالاتر از سطح دریا واقع شده‌است.